# 电影之都
电影之都是指联合国教科文组织颁布的以电影制作著称的城市。 2009年6月11日，英格兰的布拉德福德成为第一个“电影之都”。 2010年，澳大利亚悉尼成为第二个正式认定的电影之都。  2014年，爱尔兰的戈尔韦加入电影之都行列。  2014年，名单中增加了保加利亚的索菲亚。
2017年11月，凭借东方影都的号召力，中国青岛被命名为电影之都，是首个入选的中国城市 。